# Аскью, Сонни
Джон «Со́нни» А́скью (англ. John "Sonny" Askew; род. 17 апреля 1957, Балтимор, Мэриленд) — американский футболист.

## Биография

### Начало карьеры
Играя в футбол во время обучения в Общественном колледже Эссекса, в 1976 году Аскью был включён во вторую всеамериканскую символическую сборную Национальной спортивной ассоциации младших колледжей.

### Клубная карьера
В 1977 году Аскью присоединился к клубу Североамериканской футбольной лиги «Вашингтон Дипломатс», и провёл там три сезона. В 1978 году также выступал за его шоубольную команду.
В 1981 году перешёл в «Монреаль Мэник».
Выступал за шоубольную команду «Балтимор Бласт» из MISL в сезоне 1980/81.
В 1982 году играл в клубе Американской футбольной лиги «Джорджия Дженералс».
В 1983 году Аскью был отобран в команду NASL «Тим Америка», куда были собраны игроки сборной США.
В 1984 году, в последний год существования NASL, выступал за «Тампа-Бэй Раудис».
В июле 1987 года Аскью присоединился к клубу «Вашингтон» из новой инкарнации Американской футбольной лиги. Перед началом дебютного сезона лиги в 1988 году клуб был переименован в «Вашингтон Старс». По итогам сезона 1988 он был включён в символическую сборную ASL. В клубе провёл два сезона.

### Международная карьера
За сборную США Аскью сыграл четыре матча в 1979—1984 годах.
| Статистика | Статистика     | Статистика                                          | Статистика         | Статистика | Статистика | Статистика        |
| №          | Дата           | Место проведения                                    | Соперник           | Счёт       | Голы       | Соревнование      |
| ---------- | -------------- | --------------------------------------------------- | ------------------ | ---------- | ---------- | ----------------- |
| 1          | 7 октября 1979 | Национальный стадион, Гамильтон, Бермудские Острова | Бермудские Острова | 3:1        | —          | Товарищеский матч |
| 2          | 8 апреля 1983  | «Сильвио Катор», Порт-о-Пренс, Гаити                | Гаити              | 2:0        | —          | Товарищеский матч |
| 3          | 30 ноября 1984 | Нью-Йорк, США                                       | Эквадор            | 0:0        | —          | Товарищеский матч |
| 4          | 2 декабря 1984 | «Оранж Боул», Майами, США                           | Эквадор            | 2:2        | —          | Товарищеский матч |

### Тренерская карьера
Аскью тренировал футбольную команду Общественного колледжа Эссекса в течение трёх сезонов — в 1989—1991 годах. Среди его воспитанников — Зак Торнтон.